# Řád za zásluhy v zemědělství (Mali)
Řád za zásluhy v zemědělství (francouzsky: Ordre du Mérite agricole) je malijské státní vyznamenání založené roku 1973.

## Historie a pravidla udílení
Řád byl založen zákonem č. 48/CMLN dne 31. srpna 1973. Udílen je za vynikající přínos v oblasti zemědělství. Udílen je občanům Mali i cizím státním příslušníkům. Vyznamenání má za cíl motivovat osoby, které se zasazují o rozvoj zemědělství, které je klíčovým sektorem malijské ekonomiky.

## Insignie
Řádový odznak má tvar šesticípé hvězdy s kulatým medailonem uprostřed. Cípy hvězdy jsou zeleně smaltované. Ve středovém medailonu je vyobrazena hlava krávy. Symbolizuje tak chov dobytka, který hraje zásadní roli v malijském zemědělství. Při vnějším okraji medailonu je červeně smaltovaný kruh s nápisem RÉPUBLIQUE DU MALI a MÉRITE AGRICOLE. 
Stuha řádu je zelená s červeným, žlutým a zeleným proužkem lemujícím oba okraje. Barvami tak odpovídá státní vlajce.

## Třídy
Řád je udílen ve třech řádných třídách:

komtur
důstojník
rytíř

- komtur
- důstojník
- rytíř